# Thanh Trang
Thanh Trang (1942) là một nhạc sĩ tình khúc 1954-1975 và nhạc hải ngoại ở miền Nam Việt Nam trước năm 1975.

## Cuộc đời
Ông tên thật là Nguyễn Thanh Trang, sinh năm 1942 tại Hà Nội, quê quán tại Thái Hà Ấp, Hà Nội. Năm 1950, ông vào Nam do cha ông thay đổi nhiệm sở.
Vào năm 1961, ông bắt đầu vào học tại trường Luật khoa. Và cảm hứng sáng tác bài hát Duyên thề ông đã dựa theo một quyển sách phật giáo và viết vào năm 1962..
Ngoài viết nhạc, ông còn viết báo với bút danh Thanh Nguyễn, trên các tờ báo như: Nhật Báo Tự Do, Người Việt, Viễn Đông,...và sau này ở hải ngoại ông cũng dùng bút danh này.. Năm 1968, ông lên đường nhập ngũ cùng với những người khác. Tuy nhiên sau đó, ông rời Quân trường Thủ Đức, đến năm 1968 thì ông có lên dạy môn Kinh tế và Luật tại Trường Võ bị Quốc gia Đà Lạt.. Thời điểm này, ông có viết ca khúc Tình khúc mùa đông, chính là nguồn cảm hứng để nhạc sĩ Trần Thiện Thanh viết bài Mùa đông của anh.
Năm 1969, ông có đi du học và trở về nước vào năm 1973. Tại đây, ông vẫn dạy học tại trường Võ bị Quốc gia Đà Lạt cho đến năm 1975.
Sau năm 1975, ông bị bắt đi học tập cải tạo cho đến năm 1982 thì được thả.. Năm 1990, ông sang định cư tại Hoa Kỳ theo diện ODP và vẫn có một số sáng tác. Hiện nay ông đang sống ở Mỹ cùng với con cháu.

## Sáng tác
- Bài thơ xưa cho em (2001)
- Bài tình ca trong đêm
- Bài hát mùa xuân
- Cô hàng cà phê[3]
- Còn nhớ gì khi xa Huế (2002)
- Con đường có hàng phượng tím (2007)
- Chiều đông (2001)
- Duyên thề (1962)
- Huyền (1968)
- Lời tình cuối
- Mây ngoài vùng nhớ
- Mắt buồn Hà Nội
- Một đời tôi hát
- Một ngày qua đi
- Mùa xuân ngày nào anh trở lại
- Muộn màng
- Nói với mùa thu (1969) [4]
- Nhớ em một ngày nắng Sài Gòn (1983)
- Ngày tháng nào yêu em (1973)
- Những con đường thành phố tôi yêu
- Sài Gòn nhớ Sài Gòn thương
- Thiên lý bên đời vẫn ngát hương
- Tình khúc mùa đông
- Tóc em vẫn là hương của mẹ (2001)
- Tóc buồn muôn thưở
- Tình thương đất mẹ phù sa